# (10106) Lergrav
(10106) Lergrav – planetoida z pasa głównego asteroid okrążająca Słońce w ciągu 3 lat i 216 dni w średniej odległości 2,34 j.a. Została odkryta 1 marca 1992 roku. Przed nadaniem nazwy planetoida nosiła oznaczenie tymczasowe (10106) 1992 EV15.